# TMZ
TMZ er et onlinemedie ejet af Fox Corporation, der driver tabloidjournalistik. TMZ åbnede den 8. november 2005 og var dengang drevet i et samarbejde mellem AOL og Telepictures, en del af Warner Bros., indtil Time Warner afviklede AOL i 2009. WarnerMedia solgte den 13. september 2021 TMZ til Fox Corporationsom led i moderselskabets omstrukturering.
Navnet TMZ er et akronym for thirty-mile zone, et udtrykt der tidligere blev anvendt om at film- og tv-industiens såkaldte "studio zone"; et område indenfor en radius af 30 miles (ca. 50 km) omkring West Beverly Boulevard og North La Cienega Boulevard i Los Angeles i Californien. Området blev kaldt "studio zone" fordi et stort antal film- og tv-studier lå inden for området.
TMZ's chefredaktør er Harvey Levin.